# Nubien
 Denne artikel bør gennemlæses af en person med fagkendskab for at sikre den faglige korrekthed.

Nubien er i dag et område i det sydlige Egypten og det nordlige Sudan langs Nilen. Nubien var tidligere et uafhængigt kongedømme.
De første spor efter Nubien kan føres tilbage til 3100 f.kr. og bestod af semi-nomadiske stammer, der levede af at holde geder, får og kvæg. Flere kulturer fulgte efter, og området handlede med Egypten. Egypten ekspanderede mod syd fra 1600 f.kr., og i 1520 f.kr. var hele det nordlige Nubien under egyptisk kontrol. Egypterne trak sig dog senere ud, og kongedømmet Kush blev skabt. Kush overtog mange skikke fra egypterne bl.a. pyramidebyggeri.[kilde mangler] Kush erobrede Egypten i 8. århundrede f.kr. og konger fra Kush regerede som faraoer under Egyptens 25. dynasti i et århundrede. Omkring år 350 blev kongedømmet invaderet af det etiopiske kongedømme Aksum, og riget kollapsede. I de følgende århundreder blev området kristent. Efter Islams ekspansion efter år 700 blev de kristne isoleret, den afsidesliggende ø Kulubnarti var det sidste kendte tilflugtssted for kristne i Nubien, og gradvis blev indbyggerne omvendt til Islam.

## Oldtid
Tidlige bosættelser fremspirede i både Øvre og Nedre Nubien. Egypterne omtalte Nubien som "Ta-Seti" eller "Landets bue", da nubierne var kendt for at være eksperter i bueskydning.
Moderne lærde refererer typisk til befolkningen fra dette område som "A-gruppe"-kulturen. Frugtbar landbrugsjord lige syd for den tredje katarakt kendt som "præ-Kerma"-kulturen i Ovre Nubien, da de er deres forfædre.[kilde mangler]
Det neolitiske folk i Nildalen kom sandsynligvis fra Sudan såvel som Sahara, og der var en fælles kultur i de to områder og med Ægypten i denne periode. Ved det 5. årtusinde f. Kr. deltog de mennesker, der beboede det, der nu kaldes Nubien, i den neolitiske revolution. Sahara-klipperelieffer viser scener, der er blevet antaget at tyde på en kvægkultur, typisk for dem, der ses over dele af det østlige Afrika og Nildalen indtil nutiden. Megalitter, der blev opdaget i Nabta Playa, er tidlige eksempler på, hvad der ser ud til at være et af verdens første astronomiske apparater, omtrent 2.000 år ældre end Stonehenge. Denne kompleksitet, som blev observeret ved Nabta Playa, og som den udtrykkes af forskellige niveauer af autoritet i samfundet der, dannede sandsynligvis grundlaget for strukturen i både det neolitiske samfund i Nabta og det gamle rige af Egypten. Omkring 3500 f.Kr. opstod den anden "Nubian" -kultur, benævnt A-gruppen. Det var samtidig med og etnisk og kulturelt meget lig politikken i det prædynastiske Naqada i Øvre Egypten. A-gruppens folk var engageret i handel med egypterne. Denne handel er arkæologisk påvist ved store mængder egyptiske råvarer deponerede i A-gruppens grave. Importen bestod af guldgenstande, kobberværktøjer, fajance-amuletter og perler, segl, skiferpaletter, stenkar og en række forskellige gryder.
Omkring 3300 f.Kr. er der beviser for et samlet rige, som vist ved fundene i Qustul, der havde betydelige forbindelser (både kulturelle og genetiske) med kulturen i Naqadan i Øvre Egypten. Den nubiske kultur har måske endda bidraget til foreningen af Nildalen.
Toby Wilkinson skrev, baseret på værker af Bruce Williams i 1980'erne, at "Den hvide krone, der i historisk tid er forbundet med Øvre Egypten, attesteres først senere end den røde krone, men er direkte forbundet med herskeren noget tidligere. Den første gengivelse af en vid krone er på en ceremoniel røgelsesbrænder fra kirkegården ved Qustul i Nedre Nubien". Baseret på en udgravningsrapport fra 1998 har Jane Roy skrevet, at "På tidspunktet for Williams 'argumentation var Qustul-kirkegården og den "kongelige" ikonografi, der blev fundet der, dateret til Naqada IIIA-perioden, hvilket således er tidligere end kongelige kirkegårde i Egypten af Naqada IIIB. Nye beviser fra Abydos, dog især udgravningen af Kirkegården U og graven Uj, der dateres til Naqada IIIA, har vist, at denne ikonografi forekommer tidligere i Egypten."
Omkring starten af den protodynastiske periode synes Naqada i sit forsøg på at erobre og forene hele Nildalen at have erobret Ta-Seti (kongeriget, hvor Qustul befandt sig) og harmoniseret det med den egyptiske stat. Således blev Nubien det første navn på Øvre Egypten. På tidspunktet for det første dynasti ser det ud til, at A-gruppe-området var blevet fuldstændigt affolket, mest sandsynligt på grund af udvandring til områder vest og syd.
Denne kultur begyndte at svækkes i det tidlige 28. århundrede f.Kr. George Reisner antydede, at det blev efterfulgt af en kultur, som han kaldte "B-gruppen", men de fleste arkæologer mener i dag, at denne kultur aldrig eksisterede, og at området blev affolket fra ca. 3.000 f.Kr. til ca. 2500, da en gruppe efterkommere vendte tilbage til området. Årsagerne til dette er usikre, men det var måske forårsaget af egyptiske invasioner og plyndringer, der begyndte på dette tidspunkt. Det antages, at Nubien har fungeret som en handelskorridor mellem Egypten og det tropiske Afrika længe før 3.100 f.Kr. Egyptiske håndværkere i perioden brugte elfenben og ibenholt træ fra det tropiske Afrika, der kom gennem Nubien.
I 2300 f.Kr. blev Nubia for første gang nævnt i det gamle kongeriges egyptiske beretninger om handelsmissioner. Fra Aswan, lige over den første katarakt, der udgjorde den sydlige grænse for egyptisk kontrol på dette tidspunkt, importerede egypterne guld, røgelse, ibenholt, kobber, elfenben og eksotiske dyr fra det tropiske Afrika gennem Nubien. Efterhånden, som handelen mellem Egypten og Nubien voksede, voksede tillige dets rigdom og stabilitet. Under det egyptiske 6. dynasti blev Nubien opdelt i en række små kongeriger. Der er en debat om, hvorvidt disse C-gruppere, der blomstrede fra ca. 2.500 f.Kr. til ca. 1.500 f.Kr. var en anden intern evolution eller omfattede indvandrere. Der er klare ligheder mellem keramik i A-gruppen og C-gruppen, så det kan være en tilbagevenden af den udstødte gruppe A, eller en intern genoplivning af mistet en ellers forsvundet kunst. På dette tidspunkt blev Sahara-ørkenen for tør til at støtte mennesker, og det er muligt, at der pludselig var en tilstrømning af nomader fra Sahara. C-Group keramik er kendetegnet ved dækkendre mønstre af geometriske linjer med hvide udfyldninger og imponerede efterligninger af kurvefletning.
Under det egyptiske Mellemste Egyptiske Kongerige (ca. 2.040–1.640 f.Kr.) begyndte Egypten at sprede sig til Nubien for at få mere kontrol over handelsruterne i det nordlige Nubien og direkte adgang til handel med det sydlige Nubien. Egypten etablerede en kæde af forter ned ad Nilen syd for Anden Katarakt. Disse garnisoner syntes at have fredelige forbindelser med det lokale nubiske folk, men kun lidt interaktion i perioden. En samtidig, men særskilt kultur fra C-Group var Pan Grave-kulturen, kaldet således på grund af deres lavbundede grave. Pan Gravene er forbundet med den østlige bred af Nilen, men Pan Gravene og C-Group interagerede utvivlsomt. Deres keramik er kendetegnet ved snittede linjer af en mere begrænset karakter end dem i C-gruppen, som generelt har ispeddede ikke-dekorerede rum inden for de geometriske mønstre.

## Moderne Nubien
I det tidlige 1800-tal kom hele regionen under egyptisk kontrol, og senere blev det et fælles engelsk-egyptisk kondominium. Da kolonitiden endte blev området delt mellem Egypten og Sudan.
Mange egyptiske nubiere blev tvangsforflyttet da konstruktionen af Nassersøen begyndte. Nubiske landsbyer kan nu findes nord for Aswan og på den vestlige bred af Nilen, samt på øen Elefantine.